# Огулин
Огулин је град у Хрватској, у Карловачкој жупанији. Према резултатима пописа из 2011. у граду је живело 13.915 становника, а у самом насељу је живело 8.216 становника.

## Географија
Огулин се налази у самом центру Хрватске, на половини пута између Загреба и Ријеке, унутар туристичког подручја Плитвичких језера (с истока), шумовитог Горског котара (са запада) и северног Јадрана (с југа).
- Површина града са 24 насеља: 542,32
- Надморска висина града: 323
- Географске координате:
  - географска ширина: 45° 15´ 59"
  - географска дужина: 15° 13´ 44"

Огулин је смештен у Карловачкој жупанији, у подножју планине Клек, а у његову подземљу налази се понор реке Добре, који житељи овога краја зову "Ђулин понор".

## Прошлост
Подигли су Турци 1536. године тврђаву у Огулину, то је касније постала кула Франкопана. Године 1609. било је Срба граничара у Огулину и околини. Од 532 душе њих 190 су били за оружје. Њима је поред чувања границе предстојала борба са грофовима Зрињским. Тадашњи кнежеви огулинских Срба - Радоња Љубешић, Петар Дадашковић и Паун Лалић обраћали су се цару Фердинанду да им да друго земљиште за насељавање. Нису желели сукоб са хрватским великашима, који су претендовали на исту земљу. Због одлагања решења велики број Срба се спремао на повратак у Турску. Током 1615. године завладала је велика глад у Огулину, и другим местима. Септембра 1609. године царске власти су ипак увели грофове загребачке Франкопане у посед места Огулин и других, упркос противљењу Срба. Огулински капетан гроф Гашпар Франкопан је 1639. године населио 17 кућа Србима избеглим из Турске, у месту Витуњ, код Огулина. На то су се успротивили Хрвати у Огулину, јер су они витуњску земљу пре обрађивали. Слали су жалбе против огулинског капетана 1640. године у Грац, аустријском владару. Не желећи више да чекају њих 50 наоружаних Хрвата из Огулина су опљачкали и терорисали витуњске насељенике. На то је отац огулинског капетана гроф Вук Франкопан обавестио цара, који је послао војску да уведе ред.
Огулин је био граничарско место, у оквиру Хрватско-Славонског генералата, и седиште са штабом III - Огулинске регименте.
"Најстарији војник" у Европи био је 1862. године старац Иван Рендулић из Огулина, тада стар 122 године. Он се борио још половином претходног 18. века, у седмогодишњем рату под бароном Тренком, као и каснијим са Турцима, где је и две ране задобио.
Скупљач и претплатник Вукове књиге српских народних песама био је у Огулину 1845. године Никола Боројевић оберлајтант и српски књижевник.
У Огулину су (1847) одржавани годишњи вашари вишедневни у два термина: 2-4. јуна и 9-11. септембра.
У Огулину су 1868. године претплатници књиге "Давидови псалми", били поред граничарских официра и јеромонах Дамаскин Продановић, учитељ Василије Мусулин, лугари (шумари) Тома Бартуловић и Марко Лукетић, те гостионичар Сава Мервош.
Побунила се Огулинска српска регимента против Хенвартовог режима, али је убрзо угушена 8. септембра 1871. године.
Постављена је 1882. године Жандармеријска чета у Огулину.
Године 1892. у Огулину си живела два члана Матице српске, који су били уједно и повереници матичини.
По подацима из 1905. године Огулин је трговиште, са селима Витуњ, Хрељин и Мусулински Поток. Српских домова је укупно 200 у којима живи 1096 православних душа. Од јавних здања ту су православна црква и две комуналне школе. Ту је политичка општина срески суд и порезно звање, судбени сто и друге институције. Православна црква посвећена Св. великомученику Георгију подигнута је 1857. године, а иконостас је осликан 1866. године. Ту је православна црквена општина са председником Симом Гомирцем, а у православној парохији је парохијски дом и српско православно гробље. Парохијско звање је основано 1870. године, а све црквене матрикуле се воде од 1871. године. До 1877. године служио је поп Георгије Пашлуга, затим Мане Таталовић (1877—1887). Била је 1898. године православна парохија у Огулину прве платежне класе и упражњена. Са ње је после 11 година службовања отишао поп Михајло Грубор. Постављен је 1898. године поп Милутин Вукелић.
Огулин је место испод планине Клек, на жељезничкој прузи. Ту су се 1925. године спојиле трасе две пруге - "личка" ка Грачацу (и Книну) и она према Ријеци, које полазе од Загреба. Ту је 1932. године било седиште Окружног суда за Крајину, Горски котар и Приморје. Отворен је 1931. године у Огулину Дом народног здравља, Дугогодишњи председник огулинске општине био је 1932. године Милан Јанчић. Први месни фудбалски клуб Спорт клуб Огулински основан је 1933. године заслугом др Винка Павичића, који је постао председник и Јулија Голднера секретара.
Године 1905. основна школа у месту је комунална, са два здања, за редовну и пофторну наставу. Радиле су тада учитељице Милена Благојевић и Петронела Грба. За редовну наставу било је 122 деце, а за недељну 46 ђака старијег узраста. Државна осморазредна грађанска школа у Огулину се помиње 1880. године. Часовничарска школа је радила 1892. године у Огулину. Стручна женска занатска школа и Државна женска реална гимназија, радиле је у међуратном периоду у Огулину.

## Становништво
Подручје града Огулина према последњем попису из 2001. године има 15.054 становника, од чега 75,7% Хрвата и 20,8% Срба. Уже градско подручје Огулина има 8.712 становника.

## Попис 1991.
На попису становништва 1991. године, насељено место Огулин је имало 10.857 становника, следећег националног састава:
| Попис 1991.‍    | Попис 1991.‍  | Попис 1991.‍ | Попис 1991.‍ | Попис 1991.‍ |
| -------------- | ------------ | ----------- | ----------- | ----------- |
|                |              |             |             |             |
| Хрвати         | Хрвати       |             | 8.668       | 79,83%      |
| Срби           | Срби         |             | 1.499       | 13,80%      |
| Југословени    | Југословени  |             | 290         | 2,67%       |
| Албанци        | Албанци      |             | 38          | 0,35%       |
| Муслимани      | Муслимани    |             | 31          | 0,28%       |
| Словенци       | Словенци     |             | 20          | 0,18%       |
| Мађари         | Мађари       |             | 9           | 0,08%       |
| Македонци      | Македонци    |             | 9           | 0,08%       |
| Чеси           | Чеси         |             | 4           | 0,03%       |
| Роми           | Роми         |             | 3           | 0,02%       |
| Бугари         | Бугари       |             | 2           | 0,01%       |
| Италијани      | Италијани    |             | 2           | 0,01%       |
| Пољаци         | Пољаци       |             | 2           | 0,01%       |
| Словаци        | Словаци      |             | 2           | 0,01%       |
| Турци          | Турци        |             | 2           | 0,01%       |
| Немци          | Немци        |             | 1           | 0,00%       |
| Руси           | Руси         |             | 1           | 0,00%       |
| Русини         | Русини       |             | 1           | 0,00%       |
| Црногорци      | Црногорци    |             | 1           | 0,00%       |
| остали         | остали       |             | 6           | 0,05%       |
| неопредељени   | неопредељени |             | 197         | 1,81%       |
| регион. опр.   | регион. опр. |             | 2           | 0,01%       |
| непознато      | непознато    |             | 67          | 0,61%       |
| укупно: 10.857 |              |             |             |             |

## Познате личности
- Ивана Брлић Мажуранић (Огулин, 18. април 1874 — Загреб, 21. јун 1938), хрватска књижевница.
- Иван Гошњак (1909—1980), шпански борац, учесник Народноослободилачке борбе, генерал армије и народни херој Југославије,
- Саво Вукелић (1917—1974), учесник Народноослободилачке борбе, генерал-пуковник и народни херој Југославије.

## Споменици и знаменитости
- Ђулин понор
- Франкопански каштел у Огулину